# Grant Greenham
Grant Greenham, född 20 juli 1954, död 27 augusti 2018, var en australisk bågskytt. Han deltog vid olympiska sommarspelen 1992.